# Димитър Димитров (генерал-полковник)
Вижте пояснителната страница за други личности с името Димитър Димитров.
Вижте пояснителната страница за други личности с името Димитър Димитров (генерал).
Димитър Асенов Димитров е български комунист, офицер, генерал-полковник.

## Биография
Роден е на 22 юли 1921 г. в София. Основно образование завършва в родния си град, а средно в Държавното средно механо-електротехническо училище в София. След това работи в самолетната фабрика в село Божурище. Арестуван е за комунистическа дейност и интерниран в лагерите Гонда вода и Еникьой. Участва във Втората световна война. Завършил е военното училище в София, а след това и Военната академия. През 1959 г. завършва със златен медал Военната академия в Санкт Петербург. Бил е командир на автомобилен полк и началник на управление. Известен период от време е заместник-председател на Държавния комитет за планиране, отговарящ за военното планиране. На този пост се пенсионира.